# Stokesosauridae
Stokesosauridae — викопна родина тиранозавруватих динозаврів, що існували від пізньої юри до райнньої крейди. Двоногі хижаки. До родини належать Stokesosaurus clevelandi, Eotyrannus lengi, Juratyrant langhami, можливо Tanycolagreus topwilsoni і Aviatyrannis jurassica.